# Pojetaia
Genre
Pojetaia est un genre fossile de mollusques bivalves, et l'un des deux genres de la famille également éteinte des Fordillidae. 
Ce genre est connu à partir de fossiles datant du Cambrien retrouvés en Amérique du Nord, au Groenland, en Europe, en Afrique du Nord, en Asie et en Australie,

## Liste des espèces
Selon GBIF (26 octobre 2024) :
- † Pojetaia dentifera Kouchinsky, Bengtson, Clausen, Gubanov, Malinky & Peel, 2011
- † Pojetaia ostseensis Hinz-Schallreuter, 1995
- † Pojetaia ovata Chen & Wang, 1985
- † Pojetaia robsonae Peel & Skovsted, 2021
- † Pojetaia runnegari Jell, 1980 - espèce type
- † Pojetaia sarhoensis Geyer & Streng, 1998
- † Pojetaia sarhroensis Geyer & Streng, 1998

## Systématique
Le nom valide complet (avec auteur) de ce taxon est Pojetaia Jell (d), 1980,.
Pojetaia a pour synonymes :
- Buluniella[2]
- Jellia Y.Li & B.Zhou, 1986[4]
- Oryzoconcha He & Pei, 1985[4]

### Publication originale
- (en) Peter A. Jell, « Earliest known pelecypod on Earth — a new Early Cambrian genus from South Australia », Alcheringa: An Australasian Journal of Palaeontology, Australie, vol. 4, no 3,‎ 1980, p. 233-239 (DOI 10.1080/03115518008618934).